# Ceruchus punctatus
Ceruchus punctatus is een keversoort uit de familie vliegende herten (Lucanidae). De wetenschappelijke naam van de soort is voor het eerst geldig gepubliceerd in 1869 door Leconte.